# Mezőszélen
Mezőszélen (románul: Tău) falu Romániában, Maros megyében.

## Története
Mezőzáh község része. A trianoni békeszerződésig Torda-Aranyos vármegye Marosludasi járásához tartozott.

## Népessége
2002-ben 50 lakosa volt, ebből 28 román, 21 cigány és 1 magyar nemzetiségű.

## Vallások
A falu lakói közül 47-en ortodox hitűek.